# Patrick Suffo
Patrick Suffo-Kengné (Ebolowa, Camerún; 17 de enero de 1978) es un exfutbolista camerunés. Jugaba de delantero y militó en diversos clubes de Camerún, España, Inglaterra, Francia, Gales, Arabia Saudita, Emiratos Árabes Unidos, Noruega e Israel.

## Selección nacional
Ha sido internacional con la Selección de fútbol de Camerún, ha jugado 29 partidos internacionales y ha anotado 4 goles.

### Participaciones en Copas del Mundo
| Mundial                        | Sede                  | Resultado    |
| ------------------------------ | --------------------- | ------------ |
| Copa Mundial de Fútbol de 2002 | Corea del Sur y Japón | Primera fase |

## Clubes
| Club                | País                   | Año         |
| ------------------- | ---------------------- | ----------- |
| Tonnerre Yaoundé    | Camerún                | 1995        |
| Nantes              | Francia                | 1995 - 1996 |
| Barcelona "B"       | España                 | 1996 - 1997 |
| Nantes              | Francia                | 1997 - 2000 |
| Sheffield United    | Inglaterra             | 2000 - 2002 |
| Numancia            | España                 | 2002 - 2003 |
| Al- Hilal           | Arabia Saudita         | 2003        |
| Coventry City       | Inglaterra             | 2003 - 2005 |
| Dubai CSC           | Emiratos Árabes Unidos | 2005        |
| Odd Grenland BK     | Noruega                | 2005        |
| Maccabi Petah-Tikva | Israel                 | 2006 - 2007 |
| FC Ashdod           | Israel                 | 2007        |
| Puertollano         | España                 | 2008        |
| Wrexham             | Gales                  | 2008 - 2009 |
| Coventry Alvis      | Inglaterra             | 2009        |
| Coventry United     | Inglaterra             | 2010 - 2012 |

## Palmarés

### Campeonatos nacionales
| Título          | Club   | País    | Año         |
| --------------- | ------ | ------- | ----------- |
| Copa de Francia | Nantes | Francia | 1998 - 1999 |
| Copa de Francia | Nantes | Francia | 1999 - 2000 |

### Campeonatos internacionales
| Título                    | Equipo               | País      | Año  |
| ------------------------- | -------------------- | --------- | ---- |
| Juegos Olímpicos          | Selección de Camerún | Australia | 2000 |
| Copa Africana de Naciones | Selección de Camerún | Mali      | 2002 |